# António Francisco Jaca
António Francisco Jaca (Quessua, 3 novembre 1963) è un vescovo cattolico angolano, dal 26 marzo 2018 vescovo di Benguela.

## Biografia
António Francisco Jaca è nato il 3 novembre 1963 a Quessua, provincia e diocesi di Malanje (oggi arcidiocesi), nella parte settentrionale dell'allora Africa Occidentale Portoghese (oggi Repubblica di Angola); è figlio di Francisco Jaca e Rosa António José de Freitas.

### Formazione e ministero sacerdotale
Dopo aver terminato l'istruzione elementare, ha frequentato il seminario propedeutico di Malanje e poi, sentendo maturare la vocazione al sacerdozio, nel 1981 si è iscritto al seminario arcidiocesano di Luanda per conseguire gli studi in filosofia fino al 1984. Nel 1985 ha deciso di entrare nella Società del Verbo Divino, cominciando quindi il noviziato a Bandundu, nell'allora Zaire(oggi Repubblica Democratica del Congo), ed emettendo i primi voti nel 1987. Dopo aver compiuto gli studi in teologia al Seminário dos Missionários de Scheut nella capitale congolese, ha emesso la professione solenne a Ngondi ed è stato ordinato diacono. Ha ricevuto l'ordinazione sacerdotale il 29 settembre 1990, quattro giorni prima di compiere ventisette anni, per imposizione delle mani di Eugénio Salessu, vescovo di Malanje.
Poco dopo l'ordinazione ha iniziato il ministero pastorale come vicario alla missione cattolica di N'Zeto, nella parrocchia Santo Estêvão della diocesi di Mbanza Congo, dove ha servito per due anni e mezzo durante la guerra civile. Nel 1994 si è trasferito in Canada, dove ha conseguito prima il diploma in scienze delle comunicazioni alla Saint Paul University di Ottawa e poi la licenza presso l'Università di Montréal nel 1998.
Al suo rientro in patria, nel 1999 è divenuto direttore dell'emittente della CEAST "Radio Ecclesia" e vice-superiore provinciale del suo Istituto; lo stesso anno è stato eletto delegato per prendere parte al XV capitolo generale del suo istituto religioso. Nel 2002 è stato eletto padre provinciale dei verbiti nella provincia di Angola per un triennio. All'inizio del 2005, il superiore generale lo ha invitato a partecipare alla prima commissione preparatoria per il XVI capitolo generale e due mesi più tardi è stato nuovamente eletto superiore provinciale di Angola, svolgendo tale ufficio fino alla promozione all'episcopato. Tra giugno e luglio 2007 ha preso parte al XVII capitolo generale in qualità di superiore provinciale.

### Ministero episcopale
Il 6 giugno 2007, con la bolla Caritas Christi, papa Benedetto XVI ha eretto la diocesi di Caxito scorporandone il territorio dall'arcidiocesi di Luanda; contestualmente lo ha nominato, quarantatreenne, primo vescovo della nuova circoscrizione. Ha ricevuto la consacrazione episcopale il 22 luglio seguente, nel seminario maggiore di Luanda, per imposizione delle mani del cardinale Ivan Dias, prefetto della Congregazione per l'evangelizzazione dei popoli, assistito dai co-consacranti monsignori Damião António Franklin, arcivescovo metropolita di Luanda, e Luis María Pérez de Onraita Aguirre, vescovo di Malanje. Ha presso possesso della diocesi durante una cerimonia svoltasi nella cattedrale di Sant'Anna a Caxito il 14 ottobre successivo. Come suo motto episcopale ha scelto Deus, eu sou bom, che tradotto vuol dire "Dio, io sono bene".
Il 29 ottobre 2011 si è recato in Vaticano, assieme agli altri membri dell'episcopato angolano, per la visita ad limina apostolorum, allo scopo di discutere con il pontefice della situazione e dei problemi relativi alla sua diocesi.
Il 26 marzo 2018 papa Francesco lo ha trasferito, cinquantaquattrenne, alla sede diocesana di Benguela; è succeduto al settantottenne Eugenio Dal Corso, P.S.D.P., dimissionario per raggiunti limiti d'età e futuro cardinale. Ha preso possesso della diocesi durante una cerimonia svoltasi nella cattedrale di Nostra Signora di Fátima a Benguela il 9 giugno 2018.
Intanto il 3 maggio 2018 era stato confermato come amministratore apostolico di Caxito, svolgendo l'incarico fino al 16 agosto 2020, giorno dell'installazione del suo successore Maurício Agostinho Camuto, C.S.Sp.
Il 17 giugno 2019 ha compiuto una seconda visita ad limina assieme a molti altri vescovi angolani.

## Genealogia episcopale e successione apostolica
La genealogia episcopale è:
- Cardinale Scipione Rebiba
- Cardinale Giulio Antonio Santori
- Cardinale Girolamo Bernerio, O.P.
- Arcivescovo Galeazzo Sanvitale
- Cardinale Ludovico Ludovisi
- Cardinale Luigi Caetani
- Cardinale Ulderico Carpegna
- Cardinale Paluzzo Paluzzi Altieri degli Albertoni
- Papa Benedetto XIII
- Papa Benedetto XIV
- Papa Clemente XIII
- Cardinale Marcantonio Colonna
- Cardinale Giacinto Sigismondo Gerdil, B.
- Cardinale Giulio Maria della Somaglia
- Cardinale Carlo Odescalchi, S.I.
- Cardinale Costantino Patrizi Naro
- Cardinale Lucido Maria Parocchi
- Papa Pio X
- Papa Benedetto XV
- Papa Pio XII
- Cardinale Eugène Tisserant
- Papa Paolo VI
- Cardinale Agostino Casaroli
- Cardinale Ivan Dias
- Vescovo António Francisco Jaca, S.V.D.

La successione apostolica è:
- Vescovo Estêvão Binga (2022)